# Saddleworth
Saddleworth – miasto w Australii, w stanie Australia Południowa.